# Ioan Nistor Ilie
Ioan Ilie Nistor (n. 1 august 1949) este un senator român în legislatura 1990-1992 ales în județul Sibiu pe listele partidului FSN.